# Neues Museum
El Neues Museum (Museu Nou) està situat al nord (darrere) de l'Altes Museum (Museu Antic), a l'Illa dels Museus de Berlín. Va ser construït entre 1843 i 1855 segons els plànols de Friedrich August Stüler, un deixeble de Karl Friedrich Schinkel. El museu va ser greument danyat durant la Segona Guerra Mundial (en algunes zones, només es van conservar els murs exteriors) i era l'únic edifici que quedava en runes a l'Illa dels Museus fins que fou reconstruït seguint el projecte de David Chipperfield,

## Edifici
El Neues Museum va ser el segon museu a construir-se en l'Illa dels Museus i va ser pensat com una ampliació per albergar les col·leccions que no podien ser exhibides en l'Altes Museum. Entre aquestes es trobaven les col·leccions de models en guix, objectes de l'antic Egipte, col·leccions històriques i prehistòriques (Museum der vaterländischen Altertümer), la col·lecció etnogràfica i la de gravats (Kupferstichkabinett).
L'edifici és un fidel exponent de l'arquitectura neoclàssica del segle xix. Amb els seus nous mètodes de construcció industrialitzada i en ser un dels primers edificis a utilitzar acer en la seua estructura, el museu és una important fita en la història de la tecnologia. El museu va ser greument danyat durant la Segona Guerra Mundial (en algunes zones, només es van conservar els murs exteriors) i era el darrer que quedava en runes a l'Illa dels Museus. El 1997 es va celebrar el concurs d'arquitectura adjudicat al britànic David Chipperfield en col·laboració amb l'especialista en restauració Julian Harrap, amb una mínima intervenció sobre la ruïna, consolidada sense afegir més elements que els imprescindibles per contextualitzar-los. la reconstrucció va començar en 2003 i l'octubre de 2009 es va poder reobrir. El projecte li va fer obtenir a Chipperfield el Premi d'Arquitectura Contemporània Mies van der Rohe de 2011.

## Exhibició
L'exhibició inclou una sala sobre l'antic Egipte i col·leccions de Prehistòria i Història, igual que ho va fer abans de la guerra. Entre els objectes que s'exposen, destaca la famosa escultura de la reina egípcia Nefertiti.